# ارنست استاخوف
ارنست استاخوف (اوکراینی: Ернест Дмитрович Астахов؛ زادهٔ ۲۱ اوت ۱۹۹۸) بازیکن فوتبال اهل اوکراین است.
از باشگاه‌هایی که در آن بازی کرده‌است می‌توان به باشگاه فوتبال تورپیدو-بلاز ژودزینا اشاره کرد.
وی همچنین در تیم ملی فوتبال اوکراین (students) بازی کرده‌است.